# Fantomen på Stora operan (TV-serie)
Fantomen på Stora operan (eng: The Phantom of the Opera) är en amerikansk miniserie från 1990. Manuset skrevs av Arthur Kopit, baserat på Gaston Lerouxs roman Fantomen på Operan från 1910. I huvudrollerna ses Charles Dance, Teri Polo, Adam Storke och Burt Lancaster.

## Rollista i urval
- Charles Dance -  Erik Carriere, "Fantomen på Stora operan"
- Teri Polo - Christine Daae
- Adam Storke - Phillipe Comte de Chagny
- Burt Lancaster - Gerard Carriere
- Ian Richardson - Choleti
- Andréa Ferréol - Carlotta
- Jean-Pierre Cassel - Inspector Ledoux
- Jean Rougerie - Jean Claude
- André Chaumeau - Joseph Buquet
- Marie-Thérèse Orain - Madame Giry
- Philippe Ré - Young Carriere